# Портрет Александра Христофоровича Бенкендорфа
«Портрет Александра Христофоровича фон Бенкендорфа» — картина Джорджа Доу и его мастерской из Военной галереи Зимнего дворца.
Картина представляет собой погрудный портрет генерал-лейтенанта Александра Христофоровича Бенкендорфа из состава Военной галереи Зимнего дворца.
Во время Отечественной войны 1812 года Бенкендорф был полковником лейб-гвардии Семёновского полка и флигель-адъютантом, командовал авангардом и арьергардом в летучем отряде Ф. Ф. Винцингероде, за боевые отличия произведён в генерал-майоры. В Заграничном походе также командовал различными летучими отрядами, отличился во многих сражениях.
Изображён в генерал-адъютантском мундире, введённом в 1815 году. На груди слева звезда ордена Св. Анны 1-й степени и генерал-адъютантский аксельбант; на шее крест ордена Св. Георгия 3-й степени, ниже под бортом мундира виден крест ордена Св. Владимира 2-й степени; справа серебряная медаль «В память Отечественной войны 1812 года» на Андреевской ленте, кресты прусского ордена Красного орла 3-й степени, ордена Св. Иоанна Иерусалимского, шведского Военного ордена Меча 4-й степени, прусского ордена Пур ле мерит и звезда ордена Св. Владимира 2-й степени. Слева, чуть ниже эполета подпись художника: Painted fr nature by Geo Dawe S. Petersbourg 1822. С тыльной стороны картины надпись: Переведенъ съ стараго холста на новый А. Митрохинымъ 1832 года С. Петербург. Подпись на раме: А. Х. Бенкендорфъ 1й, Генералъ Маiор.
7 августа 1820 года Комитетом Главного Штаба по аттестации Бенкендорф был включён в список «генералов, которых служба не принадлежит до рассмотрения Комитета» и написание его портрета было оставлено на усмотрение императора Александра I. Гонорар Доу был выплачен 17 декабря 1819 года и 12 ноября 1820 года. Готовый портрет был принят в Эрмитаж 7 сентября 1825 года. В. М. Глинка отмечает: «выражение фальшивой благостности хранит лицо Бенкендорфа и на портрете, находящимся в галерее».
В 1824 году фирмой Messrs Colnaghi по заказу петербургского книготорговца С. Флорана была отпечатана гравюра Томаса Райта с картины, на ней указана дата 1 июня 1824 года; один из сохранившихся отпечатков имеется в собрании Эрмитажа (бумага, пунктир; 58,5 × 42,8 см; инвентарный № ЭРГ-505). Старинная копия с галерейного портрета работы неизвестного художника принадлежала семье Бенкендорфов, после Октябрьской революции была национализирована и с 1919 года хранится в запасниках Эрмитажа (холст, масло; 70,5 × 61,5 см; инвентарный № ГЭ 5886). Хранитель британской живописи в Государственном Эрмитаже Е. П. Ренне отмечает крайне невысокое качество этой копии.

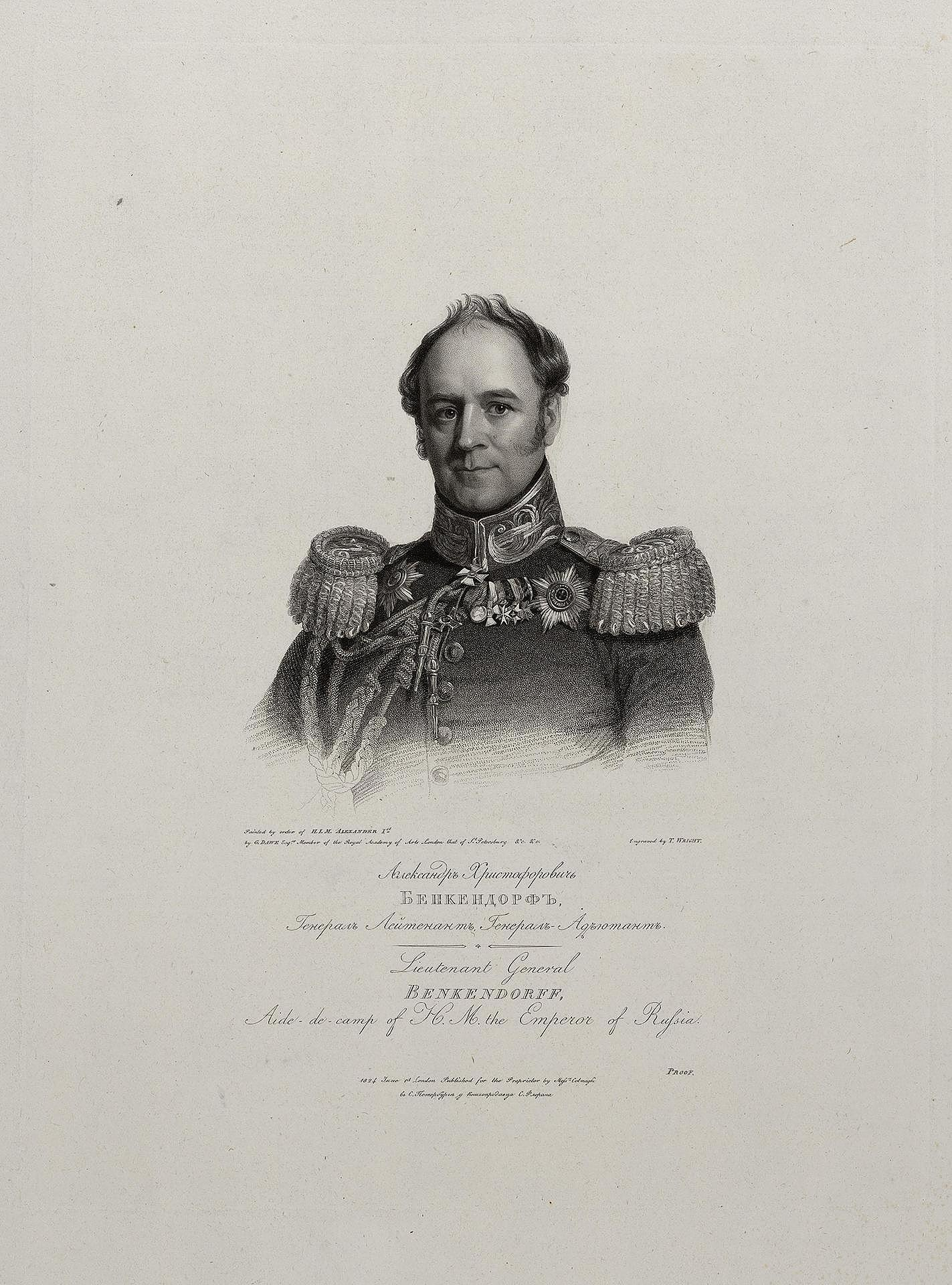
Гравюра Томаса Райта
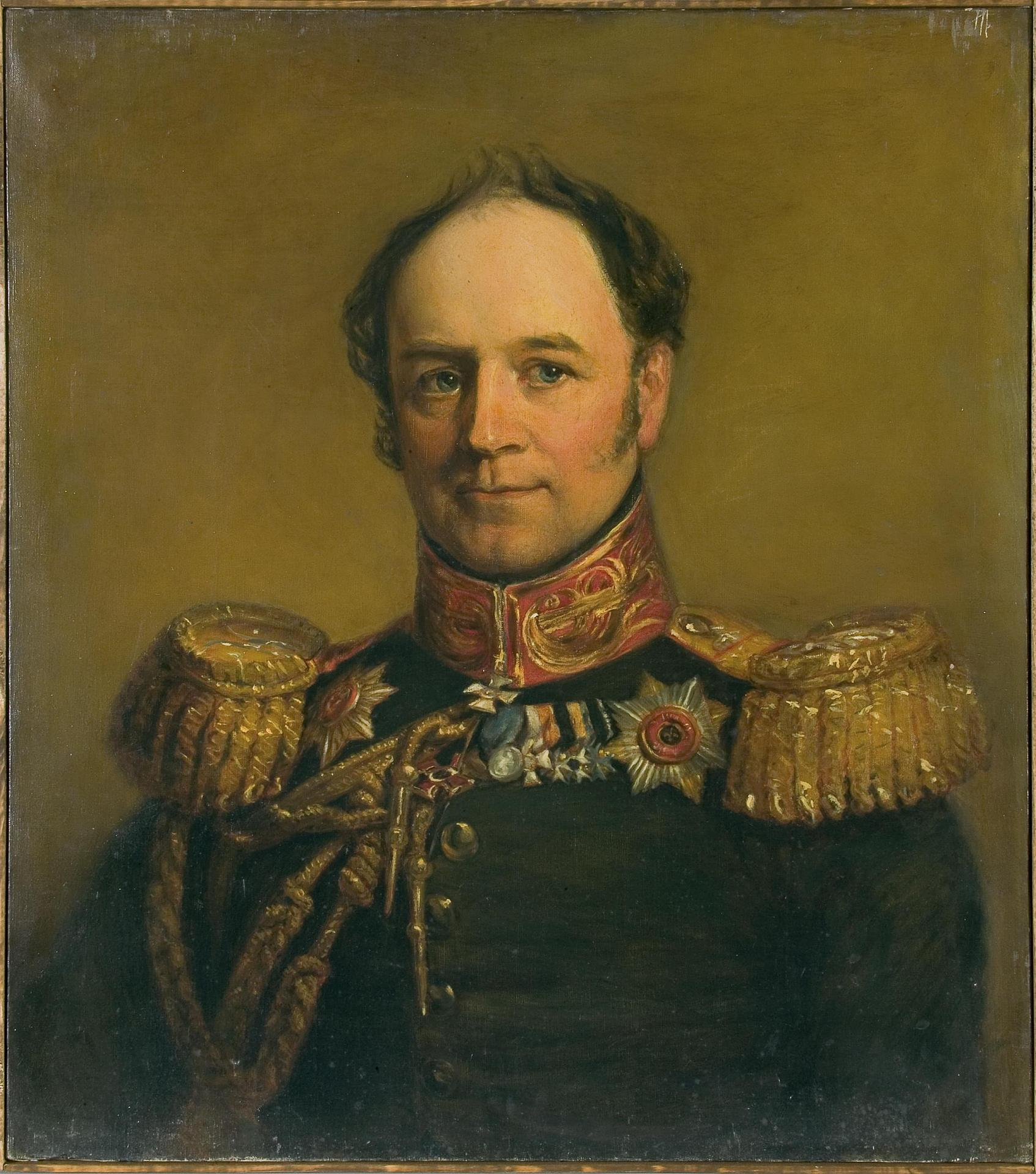
Копия работы неизвестного художника